# Campeonato Paulista de Futebol Feminino Sub-15 de 2023
O Campeonato Paulista Feminino Sub-15 de 2023 foi a segunda edição deste torneio estadual de futebol feminino organizado pela Federação Paulista de Futebol (FPF).
O torneio compreendeu quatro distintas fases e envolveu a participação de um total de 11 clubes, ocorrendo no período de 7 de setembro a 5 de novembro. O torneio começou com a divisão dos participantes em dois grupos, onde os clubes jogaram contra seus oponentes do mesmo grupo em partidas de turno. Nas fases seguintes, os clubes avançaram com base nos resultados de jogos de ida e volta, reduzindo gradualmente o número de participantes a cada fase, culminando na disputa da final do torneio.
O título da edição foi conquistado pelo Corinthians, que venceu a decisão contra a Ferroviária na disputa de pênaltis, após um placar agregado de 2–2 no tempo regulamentar.

## Antecedentes
Em 2020, a FPF tinha a intenção de expandir seu compromisso com o futebol de base, planejando a criação de uma competição Sub-15. Essa iniciativa foi devidamente organizada, com a divulgação do regulamento e do calendário correspondentes. No entanto, as paralisações e desafios impostos pela pandemia de COVID-19 resultaram no cancelamento dessa nova competição.
Dois anos depois, em 2022, foi novamente anunciada a criação da competição. A edição inicial contou com a participação de nove equipes, e foi totalmente disputada na cidade de Santana de Parnaíba. Esta, vencida pela Ferroviária, que derrotou o Centro Olímpico por 3 a 1.

## Formato e participantes
A edição em questão contou com a participação de 11 clubes, os quais foram divididos em dois grupos diferentes. Um destes grupos acomodaram cinco clubes, enquanto o outro continha seis. O formato da competição envolveu confrontos diretos entre os membros dos grupos, em partidas de ida. A progressão no torneio foi definida da seguinte maneira: os quatro clubes mais bem colocados de cada grupo avançaram para as quartas de final. O chaveamento dos confrontos das quartas de final foi estabelecido de acordo com o desempenho geral das equipes ao longo do torneio.
| Equipe           | Cidade                | Participações | Títulos  |
| ---------------- | --------------------- | ------------- | -------- |
| AD Taubaté       | Taubaté               | —             | —        |
| Centro Olímpico  | São Paulo             | 1             | —        |
| Corinthians      | São Paulo             | —             | —        |
| Ferroviária      | Araraquara            | 1             | 1 (2022) |
| Mauaense         | Mauá                  | —             | —        |
| Meninas em Campo | São Paulo             | 1             | —        |
| Palmeiras        | São Paulo             | —             | —        |
| Paulista         | Jundiaí               | —             | —        |
| Pinda            | Pindamonhangaba       | —             | —        |
| Realidade Jovem  | São José do Rio Preto | —             | —        |
| São Paulo        | São Paulo             | —             | —        |

## Primeira fase
A primeira rodada da competição ocorreu em 30 de outubro e se destacou pelas goleadas do Corinthians e São Paulo, que juntos marcaram 26 gols em apenas duas partidas. Em 1.º de outubro, a primeira fase chegou ao seu término com a eliminação de apenas três clubes: AD Taubaté, Paulista e Pinda.

## Fases finais
No dia 8 de outubro, os clubes Centro Olímpico, Corinthians, Ferroviária e São Paulo foram vitoriosos nos confrontos de ida das quartas de final. Nas partidas de volta, Corinthians e Ferroviária confirmaram a sua classificação com novos triunfos, enquanto Centro Olímpico e São Paulo empataram e também avançaram.
Nas semifinais, ocorreu o clássico majestoso, no qual o Corinthians avançou através da disputa por pênaltis, após ter perdido a primeira partida e vencido a segunda. No outro confronto, a Ferroviária eliminou o Centro Olímpico ao triunfar em ambas as partidas.
Na decisão, o primeiro jogo ocorreu no estádio Alfredo Schürig, em São Paulo, enquanto o segundo foi realizado em Araraquara. Nas ocasiões, ambas as partidas terminaram em 1–1, levando o título do campeonato para disputa por pênaltis, no qual o Corinthians levou a melhor por 4–1.
|  | Quartas de final  | Quartas de final  | Quartas de final  | Quartas de final  |       |                 | Semifinais         | Semifinais         | Semifinais         | Semifinais         |  |                  | Final             | Final             | Final             | Final             |  |  |
|  | 8 e 15 de outubro | 8 e 15 de outubro | 8 e 15 de outubro | 8 e 15 de outubro |       |                 | 21 a 29 de outubro | 21 a 29 de outubro | 21 a 29 de outubro | 21 a 29 de outubro |  |                  | 2 e 5 de novembro | 2 e 5 de novembro | 2 e 5 de novembro | 2 e 5 de novembro |  |  |
|  |                   |                   |                   |                   |       |                 |                    |                    |                    |                    |  |                  |                   |                   |                   |                   |  |  |
|  | Palmeiras         | 0                 | 0                 | 0                 |       |                 |                    |                    |                    |                    |  |                  |                   |                   |                   |                   |  |  |
|  | São Paulo         | 2                 | 0                 | 2                 |       |                 |                    |                    |                    |                    |  |                  |                   |                   |                   |                   |  |  |
|  | São Paulo         | 2                 | 0                 | 2                 |       | São Paulo       | 2                  | 0                  | 2 (3)              |                    |  |                  |                   |                   |                   |                   |  |  |
|  |                   |                   |                   |                   |       | São Paulo       | 2                  | 0                  | 2 (3)              |                    |  |                  |                   |                   |                   |                   |  |  |
|  |                   | Corinthians (p.)  | 1                 | 1                 | 2 (5) |                 |                    |                    |                    |                    |  |                  |                   |                   |                   |                   |  |  |
|  | Realidade Jovem   | Corinthians (p.)  | 1                 | 1                 | 2 (5) | 0               | 1                  | 1                  |                    |                    |  |                  |                   |                   |                   |                   |  |  |
|  | Realidade Jovem   |                   |                   |                   |       | 0               | 1                  | 1                  |                    |                    |  |                  |                   |                   |                   |                   |  |  |
|  | Corinthians       | 3                 | 3                 | 6                 |       |                 |                    |                    |                    |                    |  |                  |                   |                   |                   |                   |  |  |
|  | Corinthians       | 3                 | 3                 | 6                 |       |                 |                    |                    |                    |                    |  | Corinthians (p.) | 1                 | 1                 | 2 (4)             |                   |  |  |
|  |                   |                   |                   |                   |       |                 |                    |                    |                    |                    |  | Corinthians (p.) | 1                 | 1                 | 2 (4)             |                   |  |  |
|  |                   | Ferroviária       | 1                 | 1                 | 2 (1) |                 |                    |                    |                    |                    |  |                  |                   |                   |                   |                   |  |  |
|  | Centro Olímpico   | Ferroviária       | 1                 | 1                 | 2 (1) | 3               | 1                  | 4                  |                    |                    |  |                  |                   |                   |                   |                   |  |  |
|  | Centro Olímpico   |                   |                   |                   |       | 3               | 1                  | 4                  |                    |                    |  |                  |                   |                   |                   |                   |  |  |
|  | Meninas em Campo  | 0                 | 1                 | 1                 |       |                 |                    |                    |                    |                    |  |                  |                   |                   |                   |                   |  |  |
|  | Meninas em Campo  | 0                 | 1                 | 1                 |       | Centro Olímpico | 0                  | 0                  | 0                  |                    |  |                  |                   |                   |                   |                   |  |  |
|  |                   |                   |                   |                   |       | Centro Olímpico | 0                  | 0                  | 0                  |                    |  |                  |                   |                   |                   |                   |  |  |
|  |                   | Ferroviária       | 2                 | 7                 | 9     |                 |                    |                    |                    |                    |  |                  |                   |                   |                   |                   |  |  |
|  | Mauaense          | Ferroviária       | 2                 | 7                 | 9     | 0               | 0                  | 0                  |                    |                    |  |                  |                   |                   |                   |                   |  |  |
|  | Mauaense          |                   |                   |                   |       | 0               | 0                  | 0                  |                    |                    |  |                  |                   |                   |                   |                   |  |  |
|  | Ferroviária       | 6                 | 12                | 18                |       |                 |                    |                    |                    |                    |  |                  |                   |                   |                   |                   |  |  |